# Суховола
Суховола (пољ. Suchowola) град је у Пољској у Војводству подласком. По подацима из 2012. године број становника у месту је био 2272.

## Становништво
| 2012. |
| ----- |
| 2.272 |